# Eichberg-Formation
- Humph.-Fm. = Humphriesioolith-Formation
- L.Bk-Fm = Liegende Bankkalk-Formation
- H.Bk-Fm = Hangende Bankkalk-Formation
- Zm-Fm = Zementmergel-Formation
- S.-Fm = Solnhofen-Formation
- Rö.-Fm = Rögling-Formation
- U.-Fm = Usseltal-Formation
- Mö.-Fm = Mörnshein-Formation
- N.-Fm = Neuburg-Formation
- R.-Fm = Rennertshofen-Formation

Die Eichberg-Formation ist eine lithostratigraphische Formation des Süddeutschen Jura. Sie wird von der Opalinuston-Formation unterlagert und von der Wedelsandstein-Formation überlagert. Nach Osten wird sie lateral durch die Eisensandstein-Formation ersetzt. Im Oberrheingebiet wird sie durch die Murchisonaeoolith-Formation vertreten. In Ostwürttemberg erreicht sie eine maximale Mächtigkeit von 75 m. Sie wird in das Oberaalenium datiert.

## Geschichte
Der Begriff wurde von Gert Bloos, Gerd Dietl und Günter Schweigert 2005 für eine lithostratigraphische Gesteinsformation vorgeschlagen, die früher meist als Eisensandstein oder z. T. auch als Personatensandstein bezeichnet wurde.

## Definition
Die Eichberg-Formation besteht überwiegend aus Tonsteinen, in die einzelne bioklastische Kalksteinbänke eingelagert sind. Einzelne Bänke führen auch Eisenooide. Als Basis der Formation wurden die sog. „Comptum-Bänke“ definiert. Die Obergrenze bildet der Top der „Concava-Sandsteinbank“, bzw. die Basis des „Sowerbyi-Ooliths“, der bereits zur Wedelsandstein-Formation gerechnet wird. Die Typlokalität der Eichberg-Formation liegt am Eichberg (Gemeinde Blumberg) im Wutach-Gebiet bei Achdorf. Im Eichberg bestand die Grube Eichberg der Doggererz AG.

## Zeitlicher Umfang und Verbreitungsgebiet
Die Eichberg-Formation wird stratigraphisch in das Oberaalenium datiert. In der Quenstedt'schen Gliederung entspricht dies dem Dogger beta. Die Formation erstreckt sich vom Oberrheingebiet bis nach Ostwürttemberg. Dort verzahnt sie sich mit der Eisensandstein-Formation.